# 老彼得·勃鲁盖尔
老彼得·布呂赫爾（荷蘭語：Pieter Bruegel de Oude，約1525年—1569年9月9日），文艺复兴时期布拉班特公国畫家，以地景與農民景象的畫作聞名。根據加勒·范·曼德爾的記載，他出生於鄰近布雷達（Breda）的布罗赫尔（Broghel），但不確定所指的是拉丁語中位於荷蘭的布雷達，或指比利時的布雷（Bree）。1559年，他省略名字Brueghel當中的「h字母」，而在作品上署名Bruegel。

## 生平
他是彼得·庫克·范·阿爾斯特的徒弟。1551年，他成為安特衛普的著名藝術家，曾遊歷義大利。1553年，與阿爾斯特的女兒邁克（Mayke）結婚，並移居布魯塞爾，1559年，他在安特卫普完成了他的旷世名作《尼德兰箴言》。婚後育有兩子：长子小彼得·布呂赫爾（1564年）及老揚·勃魯蓋爾（1568年），兩位後來皆成為畫家，虽然父親早逝，但对兄弟二人的艺术上仍有较大影响。
布呂赫爾專長於描寫居住鄉間的鄉民生活，相較於當時風行的義大利畫派，他以簡明的手法創作，其中影響他最深刻的，當屬古荷蘭畫家耶罗尼米斯·博斯。因此，布呂赫爾的暱稱為「農夫」，以區別其他布呂赫爾家族成員；但在各种文章上下文中单独出現「布呂赫爾」而未指明是布吕赫尔家族哪位成员时，則一般皆指老布吕赫尔。
在西方社會，他是第一批以個人需要而作畫的風景畫家，跳脫過去藝術淪為宗教寓言故事背景的窠臼。在1565年的冬季風景畫，是當時中世紀正處於小冰期的明確証明。1569年，老布呂赫爾長眠於布魯塞爾小堂教堂。

## 作品

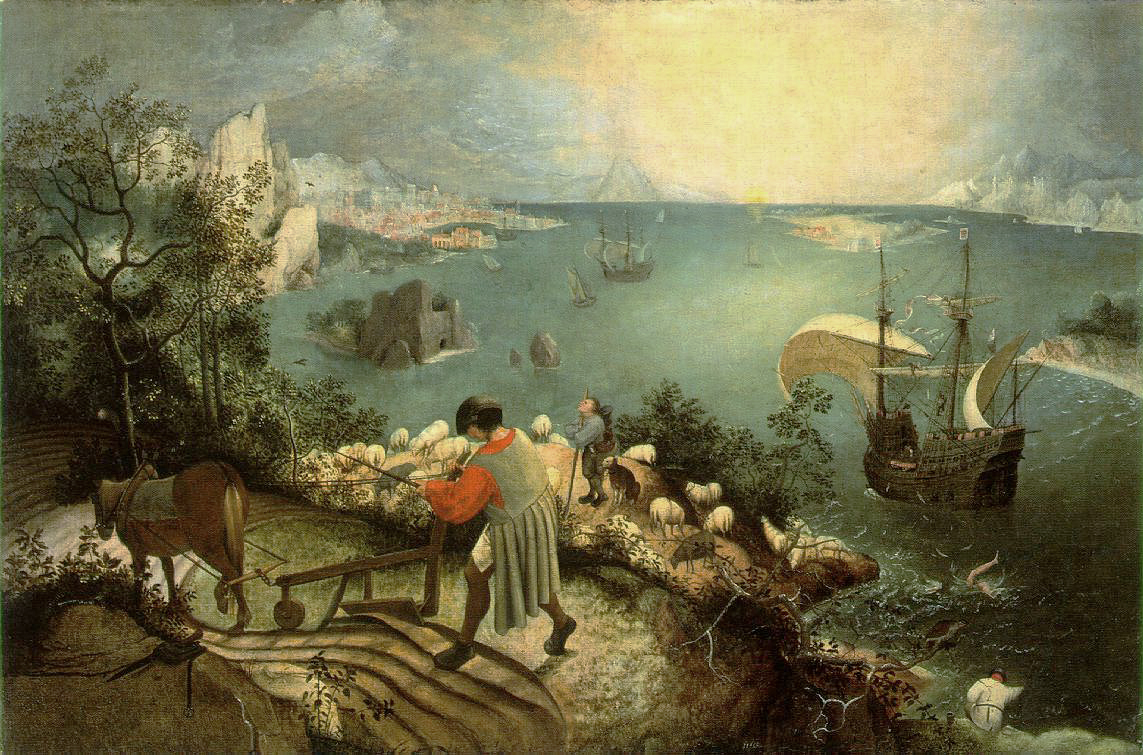
《依卡鲁斯的堕落风景》，(1558年)

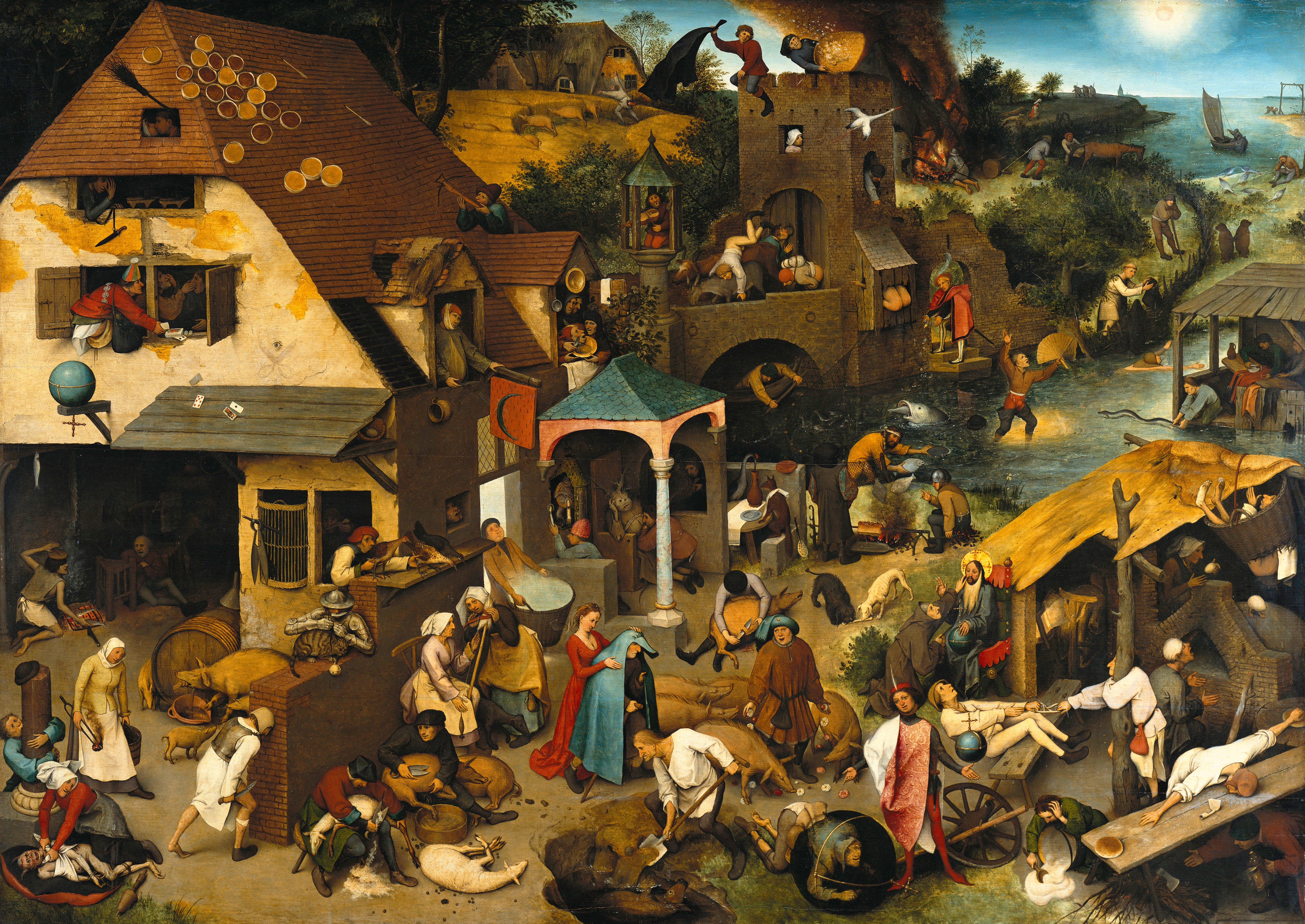
《尼德蘭箴言》，(1559年)，農民生活景象的100個箴言

《通天塔》，(1563年)，油料與木板

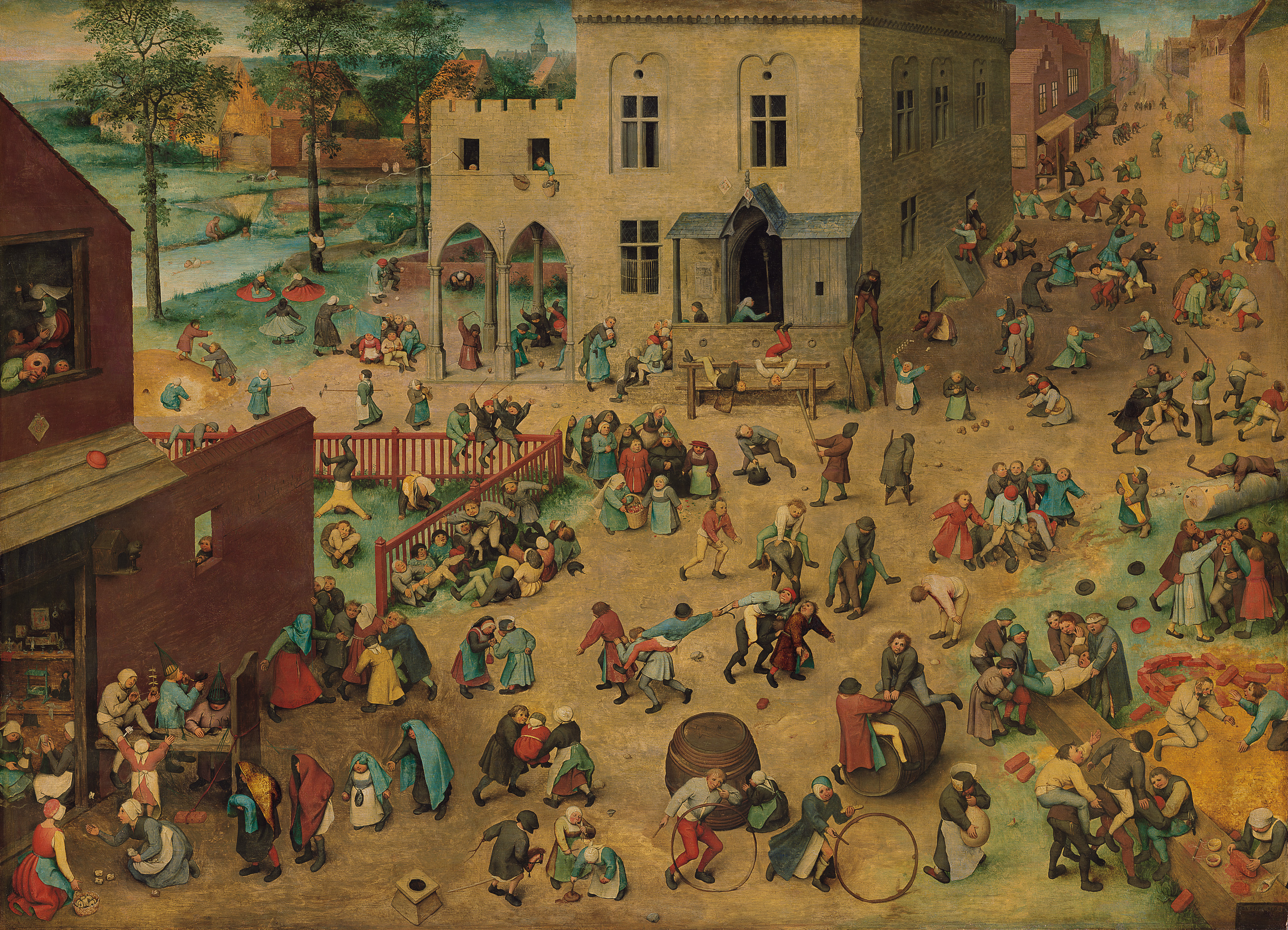
《兒童遊戲》，(1560年)

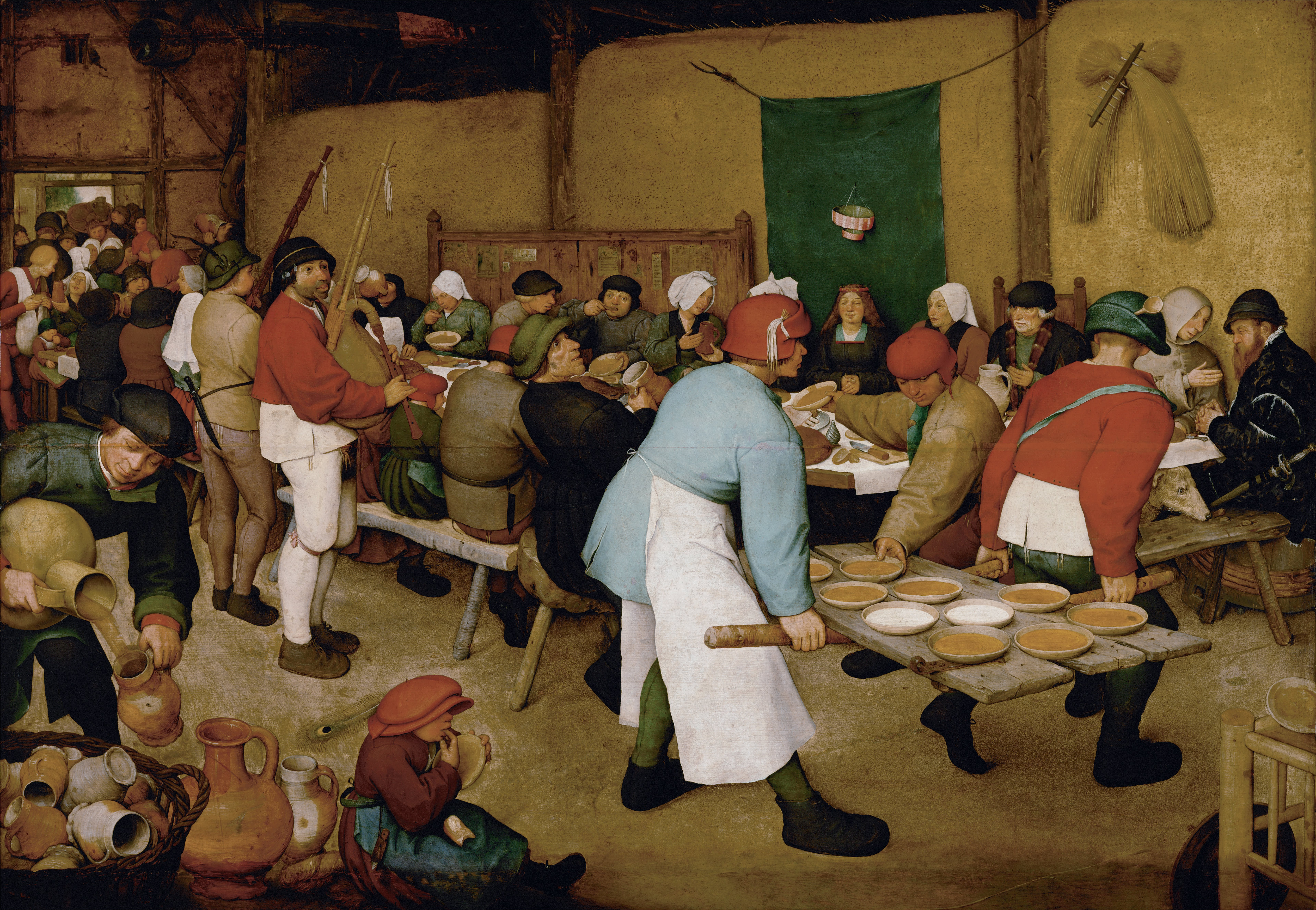
《農民婚禮》，(1568年)

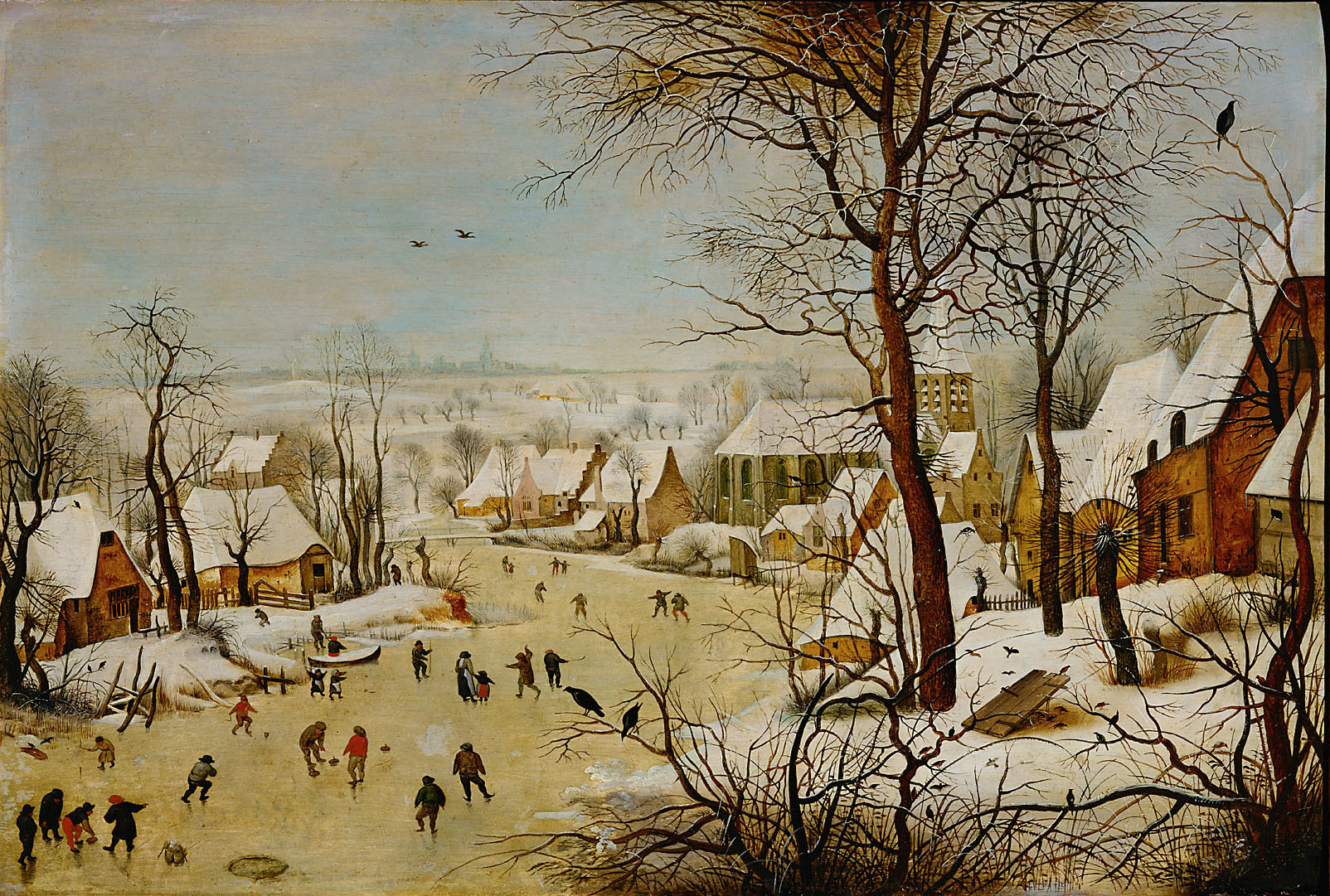
《冬季捕鳥陷阱風景》，(1565年)

目前布呂赫爾的遺作已知有40件繪畫作品，12件收藏於維也納的藝術史博物館。已知他的部份作品已丟失，其他仍存65件素描與89件版畫。
- 《耶穌與十二門徒在提伯利亚海風景》，1553年，或許是馬丁德沃斯，私人收藏。
- 《大魚吃小魚》，1556年，鵝毛筆，阿爾貝提那學院，維也納。
- 《學校的驢子》，1556年，鵝毛筆，23.2x30.7公分，市立銅板畫收藏館，柏林。
- 《播種者寓言》，1557年，提姆肯美術館，聖地牙哥。
- 《醉漢推入豬圈》，1557年，私人收藏。
- 《依卡魯斯的墮落風景》，約1558年，比利時皇家美術博物館，布魯塞爾。
- 《尼德兰箴言》，1559年，柏林市立油畫博物館，柏林。
- 《狂歡節與四旬斋之戰》，1559年，木板油彩，118x164.5公分，藝術史博物館，維也納。
- 《那不勒斯灣海戰》，1560年，多利亞龐菲利畫廊，羅馬。
- 《老婦人像》，1560年。
- 《兒童遊戲》，1560年，藝術史博物館，維也納。
- 《所羅王-在吉伯特與腓尼基人搏鬥》，1562年，維也納藝術史博物館，維也納。
- 《死亡的勝利》，約1562年，普拉多博物館，馬德里。
- 《叛逆天使的墮落》，1562年，比利時皇家美術博物館，布魯塞爾。
- 《瘋狂梅格》，約1562年，梅耶博物館，安特衛普。
- 《巴別塔》，1563年，藝術史博物館，維也納。
- 《與埃及之戰》，1563年，考陶爾德協會畫廊，倫敦。
- 《小通天塔》，約1563年，博伊曼斯·凡·伯寧根博物館，鹿特丹。
- 《處女之死》，1564年，牛津郡班百利烏浦通宅邸，英國。
- 《通往十字架的隊伍》，1564年，藝術史博物館，維也納。
- 《對國王的崇敬》，1564年，國家肖像館，倫敦。
- 《月令圖系列》，關於月份與季節的描寫，由6或12幅畫組成。僅五幅存留，包含以下：
  - 《雪中獵人 12—1月》，1565年 ，藝術史博物館，維也納。
  - 《陰天 2—3月》，1565年，藝術史博物館，維也納。
  - 《翻曬乾草堆 6—7月》，1565年，納拉合茲法斯思城堡博物館，捷克。
  - 《收割者 8—9月》，1565年，大都會藝術博物館，紐約。
  - 《牧歸 10-11月》，1565年，藝術史博物館，維也納。
- 《冬季捕鳥陷阱風景》，威爾頓邸，1565年，英格蘭威爾特郡。
- 《亞培的毀謗》，大英博物館，1565年，倫敦。
- 《無罪的大屠殺》，約1565年，漢普頓法院/藝術史博物館，維也納。
- 《畫家與鑑賞家》，約1565年，艾伯特，維也納。
- 《施洗者聖約翰的講道》，1566年，美術博物館，布達佩斯。
- 《伯利恆調查》，1566年，比利時皇家美術博物館，布魯塞爾。
- 《婚禮舞蹈》，1566年，底特律藝術學院，底特律。
- 《保羅的轉變》，1567年，藝術史博物館，維也納。
- 《想像的樂土-豐饒土地》，1567年，舊慕尼黑美術館，慕尼黑。
- 《乞者》，1568年，羅浮宮，巴黎。
- 《農民與強盜窩》，1568年，藝術史博物館，維也納。
- 《农民婚礼》，1568年，艺术史博物馆，維也納。[3]
- 《三位士兵》，1568年，弗里克美術收藏館。紐約市。
- 《盲人引領盲人》，1568年，國立卡波堤蒙特博物館，那不勒斯。
- 《海上暴風雨》，1569年，未完成，應是布呂赫爾最後畫作。藝術史博物館，維也納。

## 擴展閲讀
- 《As above,so below:A novel of Peter Bruegel （页面存档备份，存于）》 ，Ruby Rucker，2002年，紐約。
- 《Headlong （页面存档备份，存于）》，Michael Frayn，2000年：一本關於年輕歷史學家的發現-月令圖系列，ISBN 0-571-20147-4。
- 《Der Blindensturz》，Gert Hofmann ，小說，1985年：關於畫作《盲人寓言》的內容描述。

## 外部連接
- 網路藝廊的生平介紹 （页面存档备份，存于）
- Olga 藝廊的布呂赫爾 （页面存档备份，存于）
- www.pieter-bruegel.com （页面存档备份，存于） 繪畫作品清單以及說明。（法語）

|  |  |                       |                       |                       |                       | 老彼得·布吕赫尔       |                       |  |  |                   |               |               |               |               |               |  |  |               |               |               |               |               |               |  |  |                 |                 |                 |                 |                 |                 |  |  |
|  |  |                       |                       |                       |                       |                       |                       |  |  |                   |               |               |               |               |               |  |  |               |               |               |               |               |               |  |  |                 |                 |                 |                 |                 |                 |  |  |
|  |  |                       |                       |                       |                       |                       |                       |  |  |                   |               |               |               |               |               |  |  |               |               |               |               |               |               |  |  |                 |                 |                 |                 |                 |                 |  |  |
|  |  | 小彼得·布吕赫尔       | 小彼得·布吕赫尔       | 小彼得·布吕赫尔       | 小彼得·布吕赫尔       | 小彼得·布吕赫尔       | 小彼得·布吕赫尔       |  |  | 老扬·布吕赫尔     | 老扬·布吕赫尔 | 老扬·布吕赫尔 | 老扬·布吕赫尔 | 老扬·布吕赫尔 | 老扬·布吕赫尔 |  |  |               |               |               |               |               |               |  |  |                 |                 |                 |                 |                 |                 |  |  |
|  |  | 小彼得·布吕赫尔       | 小彼得·布吕赫尔       | 小彼得·布吕赫尔       | 小彼得·布吕赫尔       | 小彼得·布吕赫尔       | 小彼得·布吕赫尔       |  |  | 老扬·布吕赫尔     | 老扬·布吕赫尔 | 老扬·布吕赫尔 | 老扬·布吕赫尔 | 老扬·布吕赫尔 | 老扬·布吕赫尔 |  |  |               |               |               |               |               |               |  |  |                 |                 |                 |                 |                 |                 |  |  |
|  |  |                       |                       |                       |                       |                       |                       |  |  |                   |               |               |               |               |               |  |  |               |               |               |               |               |               |  |  |                 |                 |                 |                 |                 |                 |  |  |
|  |  |                       |                       |                       |                       |                       |                       |  |  |                   |               |               |               |               |               |  |  |               |               |               |               |               |               |  |  |                 |                 |                 |                 |                 |                 |  |  |
|  |  | 阿姆布罗修斯·布吕赫尔 | 阿姆布罗修斯·布吕赫尔 | 阿姆布罗修斯·布吕赫尔 | 阿姆布罗修斯·布吕赫尔 | 阿姆布罗修斯·布吕赫尔 | 阿姆布罗修斯·布吕赫尔 |  |  | 小扬·布吕赫尔     | 小扬·布吕赫尔 | 小扬·布吕赫尔 | 小扬·布吕赫尔 | 小扬·布吕赫尔 | 小扬·布吕赫尔 |  |  | 安娜·布吕赫尔 | 安娜·布吕赫尔 | 安娜·布吕赫尔 | 安娜·布吕赫尔 | 安娜·布吕赫尔 | 安娜·布吕赫尔 |  |  | 小大卫·特尼尔斯 | 小大卫·特尼尔斯 | 小大卫·特尼尔斯 | 小大卫·特尼尔斯 | 小大卫·特尼尔斯 | 小大卫·特尼尔斯 |  |  |
|  |  | 阿姆布罗修斯·布吕赫尔 | 阿姆布罗修斯·布吕赫尔 | 阿姆布罗修斯·布吕赫尔 | 阿姆布罗修斯·布吕赫尔 | 阿姆布罗修斯·布吕赫尔 | 阿姆布罗修斯·布吕赫尔 |  |  | 小扬·布吕赫尔     | 小扬·布吕赫尔 | 小扬·布吕赫尔 | 小扬·布吕赫尔 | 小扬·布吕赫尔 | 小扬·布吕赫尔 |  |  | 安娜·布吕赫尔 | 安娜·布吕赫尔 | 安娜·布吕赫尔 | 安娜·布吕赫尔 | 安娜·布吕赫尔 | 安娜·布吕赫尔 |  |  | 小大卫·特尼尔斯 | 小大卫·特尼尔斯 | 小大卫·特尼尔斯 | 小大卫·特尼尔斯 | 小大卫·特尼尔斯 | 小大卫·特尼尔斯 |  |  |
|  |  |                       |                       |                       |                       |                       |                       |  |  |                   |               |               |               |               |               |  |  |               |               |               |               |               |               |  |  |                 |                 |                 |                 |                 |                 |  |  |
|  |  |                       |                       |                       |                       |                       |                       |  |  | 亚伯拉罕·布吕赫尔 |               |               |               |               |               |  |  |               |               |               |               |               |               |  |  |                 |                 |                 |                 |                 |                 |  |  |